# Boëthius
Boëthius är en från Ångermanland härstammande släkt, känd sedan 1500-talet. Det är en av Sveriges äldre prästsläkter, vars medlemmar i historisk tid framför allt varit verksamma inom Västerås stift. Släktnamnet antogs på 1600-talet. Det uttalas [boé:tsius], men kan skrivas på något olika sätt.

## Historia
Släktens stamfader är herr Anders, den förste protestantiske prästen i Sidensjö i Ångermanland. Hans son Olaus Andreae Angermannus blev kyrkoherde i Mora, varför dennes son, som var döpt med Bo (Boëtius) som förnamn, kallade sig Boëtius Olai Moraeus (cirka 1560–1628). 
Släktnamnet Boëtius började användas av den senares sonson Jakob Boëthius (1647–1718) som var kyrkoherde i Västmanland, förste teologie lektor, lektor i grekiska och bibliotekarie. Etymologiskt är namnet en latinisering av förnamnet Bo.
Boëtius Olai Moraeus var gift med Jesper Svedbergs mors moster, och Jacob Boëthius mor, Tora Rudbeckia, var Johannes Rudbeckius brorsdotter.
Samtliga släktmedlemmar härstammar från Jacob Boëthius som dömdes förlustig liv, ära och gods 20 juli 1698, men befriades genom rådets resolution 1710. Han var gift med Helena Löfgren från Västerås.

## Släktträd i urval
- Jakob Boëthius (1647–1718), präst och gymnasierektor
  -     - Jacob Boëthius (1716–1781), kyrkoherde i Grangärde[1]
      - Daniel Boëthius (1751–1810) professor
        - Jacob Eduard Boëthius (1789–1849), jurist och professor

      - Pehr Boëthius (1754–1813), kyrkoherde i Säter[1]
        - Daniel Edvard Boëthius (1807–1877), kyrkoherde i Ål[1], kontraktsprost[2]
          - Daniel Edvard Boëthius (1834-1905), kontraktsprost och kyrkoherde i Orsa.
            - Daniel Boëthius (1873–1940), sjökapten och författare.
            - Jakob Boëthius (1842-1923), yngre bror till Daniel Edvard Boëthius d. y. Kontraktsprost Väster-Färnebo kontr. och kyrkoherde i Norberg från år 1900.[3][4]
              - Lars Boëthius (1903–1968), konstnär, gift med Ingrid Strandberg

          - Simon Boëthius (1850–1924), historiker och politiker, professor skytteanus i Uppsala. Yngre bror till Daniel Edvard Boëthius d. y.[5]
            - Bertil Boëthius (1885–1974), riksarkivarie, professor
              - Carl Gustaf Boëthius (1915–2001), chefredaktör[6]
                - Maria-Pia Boëthius (född 1947), författare och journalist, tidigare gift med Jan Lindström, journalist

            - Axel Boëthius (1889–1969), arkeolog, professor
              - Renata Wrede (1923–1998), konstnär och författare

            - Gerda Boëthius (1890–1961), konsthistoriker med professors namn